# Château de Chalonge
Le château de Chalonge est situé à Trévron en France.

## Localisation
Le château est situé sur la commune de Trévron au sud-ouest du bourg, sur la rive sud du Guinefort qui forme une limite communale avec Le Hinglé dans le département des Côtes-d'Armor, dans la région Bretagne.

## Description
Le plan du château est de type complexe, associant une tour fortifiée en pierre de taille de granite et un château de la seconde Renaissance formé de plusieurs pavillons dont les corniches, lucarnes et souches de cheminées sont en pierre calcaire des Faluns. La façade du XVIIe siècle semble avoir été accolée à la tour pouvant remonter au XVe siècle, dont le haut a été remanié,.

## Historique
La seigneurie du Chalonge en Trévron apparaît dans les actes dès le XIIIe siècle Olivier du Chalonge, qualifié de chevalier, est mentionné dans deux chartes du prieuré de Léhon, en 1253 (Preuves de Dom Morice), puis en 1277 avec son épouse Agnès au sujet d'un accord avec les moines pour leur moulin de Trévron. Leur fils Jean du chalonge est cité en 1304 dans le testament du duc Jean II, pour un legs de neuf livres. Son sceau, apposé à une quittance de l’an 1306, relative à ce legs, représente six molettes d’éperon. Le fief passe à la famille du Breil dès la fin du 14e siècle, Roland du Breil (1370-1469) qui épouse Olive Chastel est dit, écuyer, seigneur du Chalonge en Tréveron. Leur fils Olivier du Breil comparait à la montre de 1480, où il est précisé ses 800 livres de revenus, somme importante au regard des autres revenus des seigneuries du pourtour de Dinan. Cette famille reconstruit le château-fort dont une des puissantes tours avec chemin de ronde et mâchicoulis subsiste toujours et traduit l'ancienneté et le prestige féodal du lieu. À la fin du XVIe siècle, le château est de nouveau réaménagé afin d'être mis au goût du jour, déploiement des volumes, hautes et plus larges baies rectangulaires, lucarnes à frontons triangulaires décorées d'ordres antiques, hautes souches de cheminées très ornées en calcaire des faluns. La richesse du décor et l'ambition du programme architectural sont sans doute à mettre en relation avec les nouvelles charges et distinctions des du Breil. Rolland du Breil, qualifié de chevalier est cité en 1573 comme chevalier de l'ordre du Roi puis en 1578 comme guidon de la noblesse de Saint-Malo. Un contrat de mariage daté de juin 1580 précise qu'il épouse, en secondes noces, Françoise de Boislehou, fille aînée de noble et puissant messire Jehan du Boislehou, également chevalier de l'Ordre du Roi. Les armoiries de la famille du Breil : D’azur à un lion d’argent, armé et lampassé de gueules entourées du collier de l'ordre de saint-Michel sont placées entre la fenêtre de la salle et celle de la chambre de l'étage et sur les souches de cheminées extérieures. ( Celles de la façade ont été buchées à la Révolution). D'autres blasons situés au-dessus de la porte d'entrée témoignent de commanditaires plus récents. Albertine de Kerhoënt, dont les armes sont un losangé d’argent et de sable, épouse au Hinglé, le 8 octobre 1895, Pierre-Henri-Rémy Ruinart de Brimont dont les armes sont d'azur au chevron d'or accompagné en chef de deux étoiles d'argent et en pointe, d'un cœur du même ; au chef d'or, chargé d'une rose de gueules. Ce couple entreprendra la restauration du château sans pouvoir mener à terme leur projet de reconstruction de l'aile à gauche de la tour.
Le château est inscrit au titre des monuments historiques par arrêté du 4 février 1926,.